# Dorota Kawęcka
Dorota Kawęcka-Leśniewska (ur. 10 lipca 1951 w Warszawie, zm. 2 października 2020 tamże) – polska aktorka i reżyser dubbingu. W roku 1974 ukończyła Państwową Wyższą Szkołę Teatralną w Warszawie. W latach 1974–1978 występowała w Teatrze Nowym w Warszawie, w latach 1978–1992 w Teatrze Popularnym (Szwedzka 2/4) w Warszawie.
Zmarła po długiej i ciężkiej chorobie. 9 października 2020 została pochowana na cmentarzu w Powsinie.

## Filmografia
- 2017: Baśnie i bajki polskie – kaczuszka (głos, od. 37)
- 2016: Rodzina Treflików – Mama (głos, seria I)
- 2007: Determinator – Halina, siostra Michty
- 2005: M jak miłość – Bożykowa
- 1987: Rzeka kłamstwa – mecenasowa
- 1980–2000: Dom – Lidka Jasińska
- 1976–1987: 07 zgłoś się – milicjantka Elka Iwanowska (odc. 1, 3-4)

## Polski dubbing

### Role
- 2014: Lassie i przyjaciele –
  - turystka (odc. 2),
  - mama chłopca (odc. 13),
  - mama blondwłosej dziewczynki (odc. 16),
  - mama dziewczynki, która zgubiła kotka (odc. 22)
- 2015: Duzersi – Babcia Wkręcika
- 2013: Przygody słoniczki Elli
- 2013, 2016: Ranczo Leny
- 2013: Wodnikowe Wzgórze – Koniczynka (odc. 23)
- 2012–2013: Nina Patalo – różne role
- 2012: Mój kumpel anioł – pani Carter (odc. 4)
- 2011–2014: Lulu i inne zwierzaki
- 2009: Był sobie kosmos –
  - Laurie (odc. 19),
  - Jedna z mrówkoludzi (odc. 20)
- 2008: Słowami Ginger – Joan Bishop
- 2006–2008: Team Galaxy – kosmiczne przygody galaktycznej drużyny – Toby (odc. 1-13)
- 2006: Kapitan Flamingo –
  - Kirsten (odc. 3a),
  - Mama Owena (odc. 5a)
- 2006: Niezwykłe ranki Marcina Ranka (pierwsza wersja dubbingowa) – Mama Marcina
- 2006–2007: Monster Warriors –
  - Sekretarka (odc. 3),
  - Instruktorka nauki jazdy (odc. 10),
  - Susie (odc. 11),
  - Amber (odc. 13)
- 2005: Życzenie wigilijne Richiego Richa
- 2005–2006: A.T.O.M. Alpha Teens On Machines –
  - matka Vinniego Rossi (odc. 13, 23, 42),
  - Michelle Moreno (odc. 19, 22, 41),
  - Gator Girl (odc. 19),
  - Lyra (odc. 30),
  - matka Cataliny (odc. 40),
  - matka Nicole (odc. 46)
- 2005: B-Daman – B-DaMiss
- 2005: Kruche jak lód: Walka o złoto – pielęgniarka
- 2005: Dzielny pies Rusty
- 2005, 2007: Klub Winx –
  - Tecna (serie II-III),
  - Digit (odc. 27),
  - Amaryl (odc. 28),
  - Ofelia (odc. 28-29),
  - Jolly (odc. 49),
  - Barbatea (pierwsza wersja odc. 62),
  - Matka Nabu (pierwsza wersja odc. 75)
- 2004: Super Robot Monkey Team Hyperforce Go!
- 2004: Maks i Ruby – klientka (odc. 12a)
- 2004: Papirus – Nebou (odc. 25-26, 40)
- 2004: Pan Andersen opowiada – dziewczynka (odc. 7)
- 2003: Herkules – Alkmena (odc. 56)
- 2003: Rupert (druga wersja dubbingowa) –
  - Alga (odc. 4),
  - poranna gołębica (odc. 11)
- 2003: Shin-chan – Cosmo
- 2003: Traktorek – jedna z owiec
- 2003–2004: Clifford (pierwsza wersja dubbingowa)
- 2003–2005: Medabots
- 2003–2005: Dzieciaki z klasy 402 –
  - mama Polly,
  - mama Nancy (odc. 31-32, 34, 37, 39-40, 44, 46, 50-51),
  - Penny Grand (odc. 47-52),
- 2002: Władca Pierścieni – kobieta w karczmie „Pod rozbrykanym kucykiem”
- 2001: Tęczowe rybki –
  - recepcjonistka (odc. 4b),
  - jedna z ryb (odc. 6b),
  - jedna z cioć Błękitka (odc. 8b),
  - jedna z ryb kibicujących Berniemu Łakomczuchowi (odc. 9a),
  - jedna z małych rybek (odc. 9b),
  - ryba z opaską na oku (odc. 9b),
  - jedna z matek (odc. 9b),
  - przyjaciółka rybki z nowym kapeluszem (odc. 20b),
  - jedna z rybek (odc. 23a),
  - rybka w szare kropki (odc. 25a),
  - jedna z rybek w szpitalu (odc. 26b)
- 2000: Bob Budowniczy
- 2000–2001: Blokersi – Muriel Stubbs
- 1999: Przygody Misia Paddingtona – kobieta ubrana na żółto (odc. 2a)
- 1999–2005: Witaj, Franklin – pani Piżmak (niektóre odcinki)
- 1996–2000: Opowieści z księgi cnót (pierwsza wersja dubbingowa) –
  - królowa Vashti (odc. 8),
  - dama w różowej sukni / wróżka w przebraniu (odc. 9),
  - jedna z klientek (odc. 16)
- 1996: Calineczka – królowa Tabitha
- 1995: Mała Syrenka (pierwsza wersja dubbingowa) – Adela (odc. 13)
- 1995: Przygody Animków – prezenterka (odc. 25)
- 1993: Kroniki młodego Indiany Jonesa
- 1992: Boże Narodzenie u Flintstonów (pierwsza wersja dubbingowa) – Betty Rubble
- 1992: Starcom: kosmiczne siły zbrojne Stanów Zjednoczonych –
  - por. Kelsey Carver,
  - kelnerka (odc. 3)
- 1991–1992: Ulisses 31 –
  - Shyrka,
  - poławiaczka pereł #3 (odc. 10),
  - mieszkanki Lemnos (odc. 21)
- 1991–1992: Leśna rodzina –
  - pani Brązowy Zajączek,
  - Hollie Brązowy Zajączek (odc. 4-13)
- 1990–1992: Bouli (pierwsza wersja dubbingowa) – Boulinka
- 1990: Gumisie – Trina (odc. 11a)
- 1990: Chuck Norris i jego karatecy – Pepper
- 1989: Gandahar
- 1989–1990: Scooby i Scrappy Doo (pierwsza wersja dubbingowa) – Daphne
- 1989–1990: Dzieci Jaskiniowców – Betty Rubble
- 1988–1990: Flintstonowie (druga wersja dubbingowa) – Betty Rubble
- 1987: Ostatnie dni Pompei – Nydia
- 1984: Księżniczka w oślej skórze – księżniczka Tereza
- 1982: Teheran 43 –
  - Marie Louni,
  - Natalia
- 1981: Mężczyźni nie płaczą
- 1981: Królewicz i gwiazda wieczorna – Lenka
- 1980–1984: Pszczółka Maja – Mila
- 1980: Przygoda arabska – księżniczka Zuleira

- 1978: Błękitny ptak – Mleko
- 1977: Zamach w Sarajewie – Jelena
- 1977: Tabor wędruje do nieba – Rusalina
- 1977: Strzały Robin Hooda – Maria
- 1974: Trzy orzeszki dla Kopciuszka – Kopciuszek
- 1973: Kropka, kropka, przecinek – Żenia

### Reżyseria dubbingu
- 2015: Duzersi
- 2014: Grachi
- 2013: Przygody słoniczki Elli
- 2013, 2016: Ranczo Leny
- 2012–2013: Wodnikowe Wzgórze
- 2012: Księga dżungli
- 2012: Nowe przygody Lucky Luke’a
- 2011: Lucky Luke. Ballada o Daltonach
- 2011: Lucky Luke: Daisy Town (druga wersja dubbingowa)
- 2011: Will i Dewitt
- 2011: Opowieści z Tinga Tinga
- 2010: Dom baśni
- 2010: Świat małej księżniczki (pierwsza wersja dubbingowa serii II)
- 2010: Mania
- 2010: Noddy w Krainie Zabawek
- 2009: Błękitna strzała (druga wersja dubbingowa)
- 2009: Był sobie kosmos
- 2009: Opowieść o dinozaurach
- 2008–2009: Garfield i przyjaciele
- 2008: Dziesięcioro przykazań – opowieści dla dzieci
- 2008–2009: Rodzina Rabatków
- 2008–2009: Hubert i Hipolit
- 2008–2009: Truskawkowe Ciastko (pierwsza wersja dubbingowa)
- 2008–2009: Legenda Nezha
- 2008–2009: Spadkobiercy tytanów
- 2008–2009: Kacper (druga wersja dubbingowa, odc. 27-34)
- 2008: The New Batman Adventures (odc. 2-14, 22)
- 2008: Pełzaki w Paryżu
- 2007: Robociki
- 2007-2015: Przyjaciele z podwórka
- 2007: Przygoda Noddy’ego na wyspie (druga wersja dubbingowa)
- 2007–2009: Świnka Peppa
- 2007: Fifi
- 2006–2007: Pani Pająkowa i jej przyjaciele ze Słonecznej Doliny
- 2006: Niezwykłe ranki Marcina Ranka (pierwsza wersja dubbingowa)
- 2005: Życzenie wigilijne Richiego Richa
- 2005: Opowieść z życia lwów
- 2005, 2007: Klub Winx (serie II-III)
- 2005: Dzieci pani Pająkowej ze Słonecznej Doliny (pierwsza wersja dubbingowa)
- 2005: Bracia Koala
- 2005–1984: Mały rycerz El Cid
- 2004: Maks i Ruby (serie I-II)
- 2004–2005: Pan Andersen opowiada
- 2004–2005: Dzieciaki z klasy 402 (odc. 23-32, 38-52)
- 2003–2004: Clifford (pierwsza wersja dubbingowa, odc. 27-65)
- 2003: Krówka Mu Mu
- 2002–2010, 2015–2017: Baśnie i bajki polskie
- 2002–2003: Nowe przygody Madeline (sezon III)
- 2002: Władca Pierścieni
- 2001: Tęczowe rybki
- 2000: Władca ksiąg
- 2000: Baśnie Braci Grimm: Simsala Grimm
- 1999–2001: Fraglesy (druga wersja dubbingowa)
- 1998: Scooby i Scrappy-Doo (odc. 1)
- 1998: Scooby i Scrappy-Doo (druga wersja dubbingu, odc. 13)
- 1998: Opowieści z księgi cnót (pierwsza wersja dubbingowa)
- 1998–2003: Mały Miś
- 1996: Oakie Doke
- 1995: Wilczek
- 1995–1996: Albert, piąty muszkieter
- 1993–1997: Wieczór ze starym misiem
- 1993: Dig i Dug
- 1992: Diplodo
- 1992: Starcom: kosmiczne siły zbrojne Stanów Zjednoczonych (współpraca)
- 1991–1992: Ulisses 31 (współpraca)

### Dialogi
- 1992: Diplodo
- 1991–1992: Leśna rodzina